# Спокойный день в конце войны
«Спокойный день в конце войны» — советский короткометражный кинофильм 1970 года, дипломная режиссёрская работа в кино Никиты Михалкова по мотивам повести Рустама Ибрагимбекова «Спокойный день».

## Сюжет
1944 год. Фронт ушёл на запад, и на освобождённой территории Белоруссии война закончилась. В старой церквушке отсиживаются два раненых солдата: один — наивно-мечтательный, открытый и весёлый солдат Андрюша из деревни Ирхино Вологодской области, другой — уставший, циничный сержант. Андрюша обнаруживает брошенные немцами ящики с крадеными картинами. Чтобы рассмотреть их, он не даёт забрать картины приехавшей машине, говоря, что не отдаст их без документа. На машине уезжает сержант, однако из-за нехватки места девушка-казашка Адалат остаётся дожидаться другого транспорта. Андрюша развешивает картины на стене сарая и любуется ими.
Андрюша и Адалат разговаривают, смеются, купаются в реке, и всё напоминает обычный мирный день. Но, вернувшись с реки, они замечают у сараев группу немецких солдат. Их немного, и у парня есть шанс справиться с врагами. Он всё верно рассчитал, и действует спокойно, по одному убивая врагов. В результате остаётся в живых только один немецкий солдат, который поджигает сарай с картинами. Спасая картины от огня, Андрей погибает. Адалат стреляет в убегающего немецкого солдата, но промахивается, и тот убегает. Адалат складывает картины и ночью звонит в церковный колокол, чтобы привлечь внимание проезжающей вдали машины.

## В ролях
- Сергей Никоненко — Андрей
- Наталья Аринбасарова — Адалат
- Александр Кайдановский — Коля, раненый сержант
- Ирина Дёмина — Качалова, эксперт-искусствовед
- Юрий Богатырёв — немец
- Лев Дуров — немец
- Александр Пороховщиков — немец
- Валентин Смирнитский — немец
- Александр Юдин — немец